# Centro Aletti
Il Centro di studi e ricerche "Ezio Aletti" non si affianca più alla missione che la Compagnia di Gesù svolge presso il Pontificio Istituto Orientale. Esso ha sede dal 1991 a Roma in un palazzo di fine Ottocento, donato da Anna Maria Gruenhut Bartoletti Aletti con il desiderio che diventasse spazio di incontro e di riflessione interculturale.

## La missione
Il Centro si rivolge a studiosi e artisti di ispirazione cristiana del centro ed est Europa, per creare l'occasione di uno scambio tra loro e i colleghi dell'ovest. Esso promuove la convivenza di ortodossi, cattolici di rito orientale e latino nell'ottica della crescita di ciascuno nella propria Chiesa, con lo scopo di valorizzare l'incontro tra Oriente e Occidente cristiani.
È stato inaugurato da papa Giovanni Paolo II il 12 dicembre 1993. È costituito da un piccolo gruppo di gesuiti e da una comunità di sorelle che partecipano alla stessa missione. Il modo che caratterizza l'attività del Centro consiste nel calare lo studio e la ricerca in un ambito relazionale, sempre “privilegiando i rapporti interpersonali” (Peter Hans Kolvenbach, generale dei gesuiti fino al 2008). Per questo motivo lo studio è sempre legato alla vita e tiene conto delle persone concrete.
(Papa Giovanni Paolo II, dicembre 1993)

## Arte spirituale

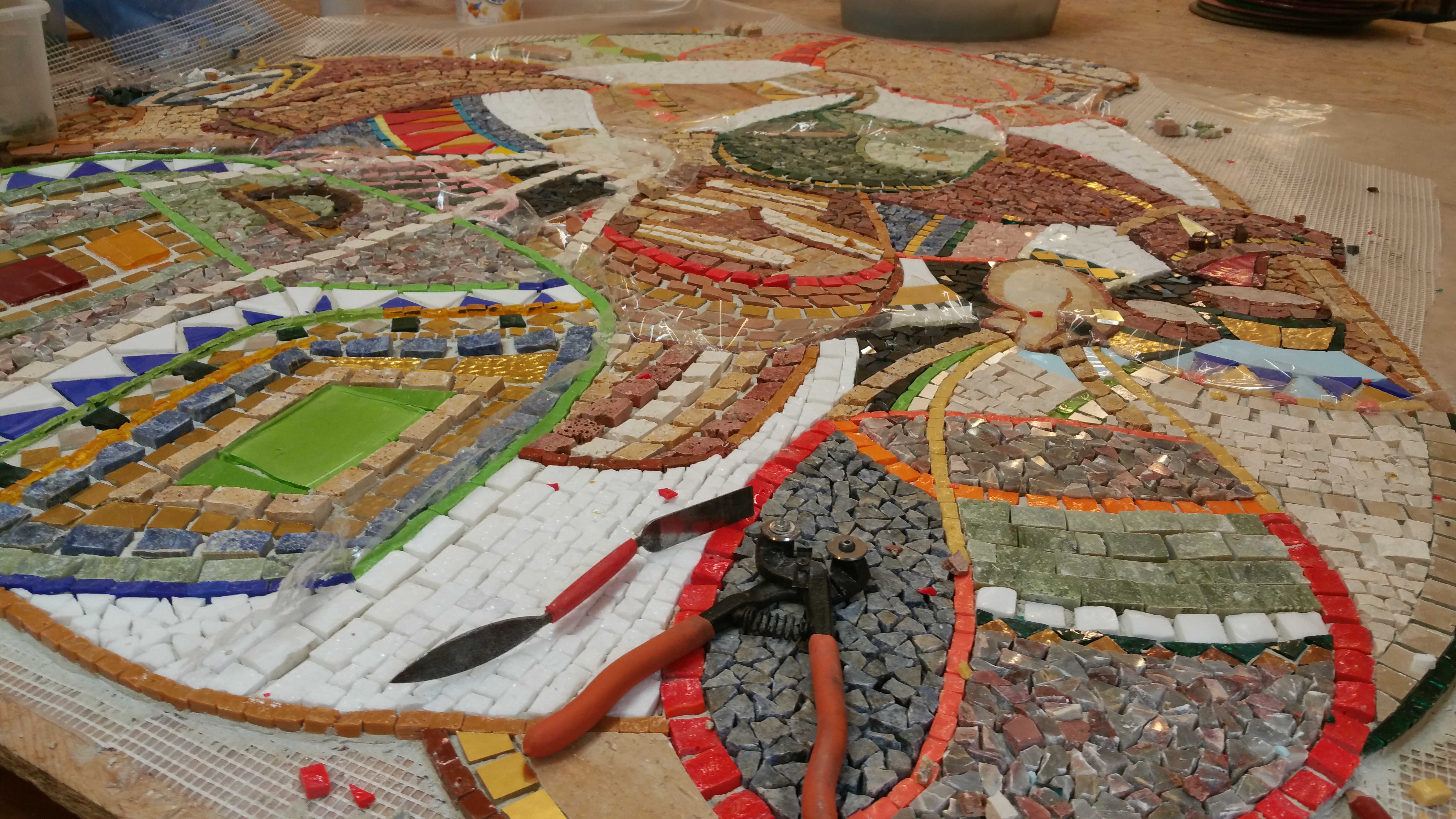
Atelier d'Arte del Centro Aletti

Nel sito ufficiale del Centro Aletti sono censite dal 2000 ad oggi oltre 150 mosaici. Si tratta di opere diversissime, da pochi metri quadrati ai 2400 del doppio ciclo musivo di San Giovanni Rotondo. 
Oltre a varie tecniche artistiche, vi si studia teologia. Nell'équipe ci sono anche architetti, in modo da poter gestire tutte le fasi del lavoro, dalla progettazione dello spazio ecclesiale fino alla realizzazione dell'arredo liturgico e delle opere d'arte (mosaici, vetrate, pittura…).
L'Atelier si occupa quasi esclusivamente di realizzare opere in spazi liturgici.
Fra le opere più famose ci sono i mosaici della Cappella "Redemptoris Mater" in Vaticano, della facciata del Santuario di Lourdes,la facciata del Santuario della Madonna dei Fiori di Bra e le opere delle basiliche di Fátima e San Giovanni Rotondo

## La casa editrice
La casa editrice è nata nel 1994 e si chiama Editrice Lipa; il nome richiama la parola lipa, che in alcune lingue slave indica il tiglio, la pianta sacra degli antichi popoli slavi, divenuta nella simbologia cristiana l'albero della risurrezione.

## Membri del Centro Aletti[2]
- Marko Ivan Rupnik
- Milan Žust
- Manuela Viezzoli
- Michelina Tenace
- Maria Campatelli
- Marina Štremfelj
- Sara Staffuzza
- Nataša Govekar
- Maria Stella Secchiaroli
- Eva Osterman

Per tanti anni è stato membro dell'equipe il cardinale Tomáš Špidlík.